# 田中芳樹
田中 芳樹（たなか よしき、1952年10月22日 -）は、日本の小説家。本名：田中 美樹（たなか よしき）。らいとすたっふに所属。代表作は『銀河英雄伝説』『創竜伝』『アルスラーン戦記』の三長編など。スペースオペラからファンタジー、現代を舞台とした小説、南北朝時代以降から南宋付近までの中国を舞台とした小説を発表している。
日本SF作家クラブ会員だったが、2023年4月現在は、会員名簿に名前がない。

## 来歴
熊本県本渡市（現天草市）出身。1歳のころ熊本市に移住。熊本市立黒髪小学校、熊本市立桜山中学校、熊本商科大学付属高等学校を経て、1976年3月に学習院大学文学部国文学科卒業。1980年3月に同大学大学院文学研究科国文学専攻修士課程修了。博士課程満期退学。
1977年に李家 豊（りのいえ ゆたか）名義で応募した「緑の草原に…」が雑誌『幻影城』の第3回幻影城新人賞（小説部門）を受賞し、作家としてデビューした。1981年には、初の長編『白夜の弔鐘』を発表。冷戦下の日本の小説にしては珍しく、旧ソ連側、KGBが善玉になっている。
1982年から田中芳樹名義で、スペース・オペラと歴史小説とを融合した作品『銀河英雄伝説』シリーズを発表し、一躍人気作家となる。同作品は1988年に星雲賞日本長編部門を受賞した。『銀河英雄伝説』はアニメ化、ゲーム化され、発表後40年以上経った現在でも根強い人気を保っている。『創竜伝』や『アルスラーン戦記』などの長編のシリーズを発表する一方、『アップフェルラント物語』などの冒険小説やミステリ小説、『風よ、万里を翔けよ』などの中国物小説を単発で発表してもいる。
遅筆で有名な作家でもあり、第1巻の初刊行より15年以上経過しているにもかかわらず完結していないシリーズ作品が多数存在していた。それでも自らの手で完結させたシリーズ作品は少なくなく、『銀河英雄伝説』『マヴァール年代記』『夏の魔術シリーズ』『タイタニア』『ヴィクトリア朝怪奇冒険譚三部作』『アルスラーン戦記』『創竜伝』などがある。これについては、作家としての刊行ペースそのものは年平均1、2冊と普通であり（ただし、同ジャンルでシリーズ物を手がける作家として寡作である）、未だ原稿用紙に手書きであることを考慮すると遅筆というのは誤りだという声もある[要出典]。田中本人は「自分では早いつもりだが、人に言わせるとゆっくり」と語っている。
最近では、『自転地球儀世界』『KLAN』『灼熱の竜騎兵』など、1、2巻だけ発表した後長期間放置していたシリーズの続編を、田中自身は原案に退き他の（若手）作家に執筆を任せることも多い。ただし、この形態が導入されているシリーズ作品でも続巻が中途で途絶えているものがほとんどで、シリーズ完結までに至っているのは『KLAN』のみである。

## 人物
愛読書は、ジュール・ヴェルヌの作品を中心に、アイザック・アシモフの『暗黒星雲のかなたに』やエラリー・クイーンの『Yの悲劇』など。
小学校低学年のとき既に読書好きで『少年少女世界史談』で世界史の通史を学び、乱読してきた本が「星雲状になって私の思考をつくったんだと思います」と述べている。
最初のペンネームを「李家豊」に決めた理由は、ラ行で始まる日本人の苗字が少ないため。しかし、頻繁に読み方を聞かれたり、中国人に間違われたため、本名と同音異字の「田中芳樹」に変更した。
『戦国魔神ゴーショーグン』のファンである。仕事の打ち合わせで熊本から上京した際、同じ雑誌で執筆していた同郷の梶尾真治を呼び出し、新宿の映画館で当時公開中だった劇場版『戦国魔神ゴーショーグン』を鑑賞した。また、『ゴーショーグン』の作者である首藤剛志が劇場版『銀河英雄伝説』の脚本を担当した縁から、首藤の仕事場を訪ねて持参した『ゴーショーグン』の小説にサインしてもらったという逸話がある。
漫画作品もたくさん読んでおり、2012年時点では『Q.E.D. 証明終了』をお気に入りの漫画に挙げていた。
2012年のインタビューで「田中さんの根底にあるのはリベラルな考え方ですか？」と問われた際には「リベラルというほど立派なものではないですね。ただ強権的なものに対しては逆らいたい。それも正面から堂々と逆らうよりはおちょくって笑い物にしてやろうという気の方が強いですね。」と述べている。

## 受賞歴
- 1972年『寒泉亭の殺人』が学習院大学輔仁会雑誌198号の第4回輔仁会雑誌賞に入選する。
- 1978年『緑の草原に…』が雑誌『幻影城』で第3回幻影城新人賞小説部門受賞。
- 1988年『銀河英雄伝説』が星雲賞日本長編部門を受賞。
- 2006年『ラインの虜囚』が第22回うつのみやこども賞（栃木県宇都宮市の市立図書館が主催する文学賞）を受賞。

## 作品リスト
- 2023年1月現在

### シリーズ作品
- 銀河英雄伝説（本編：1981年 - 1987年、外伝：1984年 - ）
- アルスラーン戦記（第一部：1986年 - 1990年、第二部：1991年 - 2017年）
- 創竜伝（1987年 - 2020年）
- マヴァール年代記（1988年 - 1989年）
- 夏の魔術シリーズ（耕平&来夢シリーズ）
  - 夏の魔術（1988年）
  - 窓辺には夜の歌（1990年）
  - 白い迷宮（1993年）
  - 春の魔術（2002年）
- タイタニア（1988年 - 2015年）
- 灼熱の竜騎兵（レッドホット・ドラグーン、1988年 - ）
- 薬師寺涼子の怪奇事件簿
- ヴィクトリア朝怪奇冒険譚三部作（Victorian Horror Adventures）（2007年 - 2017年）
  - 月蝕島の魔物 （2007年 理論社）（2011年 東京創元社より再刊）
  - 髑髏城の花嫁 （2011年 東京創元社)
  - 水晶宮の死神 （2017年 東京創元社)

### シリーズ作品（共作）
- 自転地球儀世界（1990年 - ）
  - 1〜2巻（1990年 - 1995年） - 自著
  - 3巻（2003年） - 一条理希との共著
- KLAN（1995年 - 2008年）
  - 1巻（1995年） - 自著
  - 2〜4巻（2001年 - 2002年） - 原案、霜越かほる著
  - 5〜6巻（2003年） - 原案、浅野智哉著
  - 7〜9巻・特別編（2003年 - 2005年） - 原案、白川晶著
  - 10〜12巻（2008年） - 原案、岡崎裕信著
- 「紅いバラ」シリーズ
  - ウェディング・ドレスに紅いバラ（1989年） - 自著、連作短編
  - 夜空の双子座に紅いバラ（2007年） - 原案、岡崎裕信著

### 単刊作品
- 白夜の弔鐘（1981年） これのみ李家豊として発表
- 戦場の夜想曲（ノクターン）（1987年） 短篇集
- 流星航路（1987年） 短篇集
- 西風の戦記 ゼピュロシア・サーガ（1988年）
- 夢幻都市（1988年）
- 晴れた空から突然に…（1990年）
- 七都市物語（1990年） 連作短篇
- アップフェルラント物語（1990年）
- カルパチア綺想曲（ラプソディ）（1994年）
- 夜への旅立ち（1995年） 短篇集
- 炎の記憶（1998年） 短篇集
- 緑の草原に…（1998年） 短篇集
- ブルースカイ・ドリーム（1998年） 短篇集
- ラインの虜囚（2005年）
- キングコング（2005年） 原案：メリアン・C・クーパー&エドガー・ウォレス 2005年の映画『キング・コング』のノベライズ
- 白銀騎士団 シルバー・ナイツ（2022年）

歴史小説
- 風よ、万里を翔けよ（1991年）
- 長江落日賦（1992年） 短篇集
- 紅塵（1993年）
- 纐纈城綺譚（1995年）
- 海嘯（1997年）
- 奔流（1998年）
  - 白花繚乱ー白き少女と天才軍師ー（漫画：栗美あい、『月刊プリンセス』2023年2月号より連載中[11][12] - ）
- 黒竜潭異聞（2000年）
- バルト海の復讐（2001年）
- 天竺熱風録（2004年）
- 蘭陵王 （2009年）
- 新・水滸後伝　上下（2018年）
- 残照（2023年）

### 短篇作品
発表時名義：田中美樹『Why did you kill him?』、李家豊『走狗』〜『ブルースカイ・ドリーム』、田中芳樹『夜への旅立ち』以降
投稿作品の『走狗』は雑誌掲載など含め世に出ていない
1973年（昭和48年）
- Why did you kill him?

1975年（昭和50年）
- 走狗

1978年（昭和53年）
- 緑の草原に……
- いつの日か、ふたたび
- 流星航路
- 海賊船ロシテンナ号
- 懸賞金稼ぎ
- 黄昏都市（トワイライト・シティ）
- 白い断頭台
- 品種改良

1979年（昭和54年）
- 深紅の寒流
- 黄色の夜

1980年（昭和55年）
- 白い顔
- けもの

1981年（昭和56年）
- 長い夜の見張り

1982年（昭和57年）
- 黒竜の城
- 炎の記憶 - 冬木涼平シリーズ
  - 炎の記憶（1982年）
  - 夜への旅立ち
  - 夢買い人（1983年）

- ブルースカイ・ドリーム

1983年（昭和58年）
- 天山の舞姫
- 銀環計画（プロジェクト・シルバーリング）

1984年（昭和59年）
- 戦場の夜想曲（せんじょうのノクターン）
- 訪問者
- 闇に踊る手
- 長安妖月記

1985年（昭和60年）
- 死海のリンゴ
- トラブル★トライアングル - 小説の公表は1995年の短篇集『夜への旅立ち』
  - トラブル★トライアングル（1985年）
  - トラブル★トライアングル II（1986年）
  - トラブル★トライアングル III

1986年（昭和61年）
- 七都市物語
  - 北極海戦線（1986年）
  - ポルタ・ニグレ掃滅戦
  - ペルー海峡攻防戦（1987年）
  - ジャスモード会戦（1989年）
  - ブエノス・ゾンデ再攻略戦
  - 「帰還者亭」事件 七都市物語ごくささやかな外伝（1994年）

1987年（昭和62年）
- ウェディング・ドレスに紅いバラ - CRSシリーズ
  - ウェディング・ドレスに紅いバラ（1987年）
  - 星降る夜にダンシング（1989年）
  - ブラッディ・ティーを一杯

- 白日、斜めなり-私説三国志 - 後に「白日、斜めなり」に改題

1992年（平成4年）
- 長江落日賦

1994年（平成6年）
- 五代群雄伝
  - 潮音（1994年）
  - 茶王一代記（1997年）
  - 張訓出世譚（1998年）
  - 人皇王流転（2006年）

1997年（平成9年）
- 走無常
  - 走無常（1997年）
  - 緑毛鬼-走無常2（1999年）
  - 役鬼咒-走無常3（2005年）
  - 偸尸怪-走無常4（2008年）

2000年（平成12年）
- 鏡

2005年（平成17年）
- 白銀騎士団（シルバー・ナイツ）

2007年（平成19年）
- 燭怪

2008年（平成20年）
- 男爵夫妻の話

2009年（平成21年）
- 古井戸

2012年（平成24年）
- ヘッセン人の墓

2015年（平成27年）
- 亡国の後

### 原案
- 黄土の夢（1995年 - 1996年） - 中嶌正英著
- 野望円舞曲（2000年 - 2010年） - 荻野目悠樹著、全10巻+外伝1巻
- 『灼熱の竜騎兵』シェアードワールズ
  - レインボウ・プラネット（2002年） - 小川一水著
  - ブルー・ストリーム（2003年） - 篠崎砂美著
  - ハイ・ムーン 銀月の嵐（2003年） - 羅門祐人著
  - ゴールデン・グリフォン（2003年） - 青木基行著
- 『七都市物語』シェアードワールズ
  - 七都市物語 シェアードワールズ（短編集）（2006年） - 小川一水、森福都、横山信義、羅門祐人

### 翻訳（編訳）
- 隋唐演義（1995年 - 1996年） - 原作：褚人穫『隋唐演義』
- 運命 二人の皇帝（1999年） - 原作：幸田露伴『運命』
- 岳飛伝（2001年） - 原作：劉潔『説岳全伝』

### エッセイ・対談ほか
- 長江有情（1994年） - 井上祐美子らとの共著
- 中国帝王図（1995年） - 皇なつき、井上祐美子らとの共著
- 談論 中国名将の条件（1996年） - 陳舜臣との対談
- 中国武将列伝（1996年）
- 「イギリス病」のすすめ（1997年） - 土屋守との対談
- チャイナ・イリュージョン（1998年）
- 中欧怪奇紀行（2000年） - 赤城毅との対談
- 書物の森でつまずいて……（2002年）
- 小説宝石特別編集「英雄譚」（2005年）
- とっぴんぱらりのぷぅ 田中芳樹のブックガイド（2009年）

### 学術論文
- 「「空想なき虚構」の世界-幸田露伴「運命」研究-」（『学習院大学国語国文学会誌』28号、1985年発行）